# Timorarchipel
Der Timorarchipel ist der größte Archipel der östlichen Kleinen Sundainseln im Osten des Malaiischen Archipels.

## Geographie
Namensgeber des Archipels ist die Insel Timor, die auch die größte der Kleinen Sundainseln ist. Südlich vom Timorarchipel liegt die Timorsee, nordwestlich die Sawusee, und im Nordosten wird der Archipel durch die Straße von Ombai vom Alor-Archipel und durch die Straße von Wetar von den Barat-Daya-Inseln getrennt. Der Timorarchipel bildet, zusammen mit den weiter abgelegenen Inseln Sawu und Raijua, das westliche Ende des äußeren Bandabogens, der sich nach Osten mit den Nachbarn Kisar (Indonesien) und den Leti-Inseln weiter ausdehnt.
Hauptinsel des Archipels ist Timor, dessen Osten und die Exklave Oe-Cusse Ambeno im Nordwesten zum Staat Osttimor gehören, genauso wie die kleine Insel Jaco an der Ostspitze Timors. Die zu Osttimor gehörende, nördlich gelegene Insel Atauro liegt näher an den zu den Barat-Daya-Inseln gehörenden Inseln Liran und Wetar und zählt nicht zum Archipel. Die andere Hälfte Timors gehört – wie die restlichen Inseln des Archipels – zu Indonesien. Vor Oe-Cusse Ambeno befindet sich die kleine Insel Fatu Sinai, die lange zwischen den beiden Staaten umstritten war. An der Westspitze Timors liegt, jenseits der Straße von Semau, die Insel Semau mit den kleineren Inseln Tabui und Kambang, Am Eingang zur Bucht von Kupang die kleinen Insel Kera und Tikus, und etwas südwestlicher, jenseits der Straße von Roti, die Insel Roti mit den ihr westlich vorgelagerten Inseln Ndao, Nuse (Nusa) und Doo, östlich Usu, Nusa Manupui und Boti, nördlich Ndoa, Nusa Kodi, Huana, Batuhun und Nusa Bibi und südwestlich Pamana (Dana, Dona, Ndana), Helihana, Landu, Manuk, Batu Bibi, Liu, Nusa Nak und Lai. An der Südküste Westtimors befindet sich Menipo.
Der höchste Punkt des Archipels ist der Tatamailau in Osttimor mit 2963 m. Die unbewohnte Insel Pamana ist der südlichste Punkt Indonesiens.